# Randy Stuart
Randy Stuart (* 24. Oktober 1924 als Elizabeth Shaubell in Iola, Allen County, Kansas; † 20. Juli 1996 in 
Bakersfield, Kalifornien) war eine US-amerikanische Schauspielerin.

## Leben und Karriere
Elizabeth Shaubell wurde als Tochter eines Ehepaares geboren, das als Musiker und Sänger in Vaudeville-Shows auftrat. Mit drei Jahren stand sie erstmals auf der Bühne und tourte mit ihren Eltern über Jahre quer durch die USA, ehe sich das Ehepaar im kalifornischen Ort Compton niederließ. Nach ihrem dortigen Schulabschluss wurde Randy Stuart ebenfalls Schauspielerin und trat in Theaterstücken sowie regelmäßig in der Radioshow von Jack Carson auf. Stuart unterschrieb schließlich einen Studiovertrag bei 20th Century Fox, wo sie ihr Filmdebüt 1947 mit einer im Abspann unerwähnten Rolle als Mutter der Titelfigur in der Anfangsszene von Eine Welt zu Füßen machte. 1950 hatte sie eine kurze Rolle in dem oscarprämierten Klassiker Alles über Eva als junge Frau, die mit Anne Baxters Figur telefoniert. In Ich war eine männliche Kriegsbraut (1949) von Howard Hawks flirtet Cary Grant zu Filmanfang mit Stuarts Rolle einer Soldatin, drei Jahre später standen Stuart und Grant nochmals für die Komödie Vater werden ist nicht schwer (1952) von Norman Taurog vor der Kamera.
Im Vergleich zum Kino bot das Fernsehen der 1950er-Jahre Randy Stuart größere Aufgaben; hier war sie auch häufiger in Hauptrollen zu sehen. So war sie beispielsweise zwischen 1952 und 1954 als Ehefrau eines von Alan Hale junior gespielten Geheimagenten in der Serie Biff Baker, U.S.A. zu sehen. In der Westernserie Wyatt Earp greift ein mit Hugh O’Brian hatte sie Ende der 1950er-Jahre eine wiederkehrende Rolle als Nellie Cashman. 
Nach 1952 arbeitete sie hauptsächlich für das Fernsehen, doch ihre wohl nachhaltig bekannteste Rolle spielte sie 1957 im Kino: In dem Science-Fiction-Film Die unglaubliche Geschichte des Mister C. von Jack Arnold, der sich über die Jahrzehnte einen Ruf als großer Genreklassiker erarbeitete, spielte Stuart die weibliche Hauptrolle der liebenden und verzweifelten Ehefrau eines Mannes, der durch radioaktive Strahlung zu schrumpfen beginnt. Im folgenden Jahr spielte sie die Leading Lady im Western Männer, die in Stiefeln sterben an der Seite von George Montgomery, dieser Film blieb ihr letzter Kinoauftritt. In den 1960er-Jahren spielte sie noch Gastrollen in populären Serien wie 77 Sunset Strip und Bonanza, allerdings wurden auch ihre Fernsehauftritte unregelmäßiger. Ein letztes Mal stand sie 1975 nach längerer Pause für die Arztserie Dr. med. Marcus Welby in einer Gastrolle vor der Kamera.
Randy Stuart war dreimal geschieden und hatte vier Kinder, die für sie die erste Priorität waren, weswegen sie nach eigenen Angaben auch nie eine große Karriere als Star anstrebte. Ihre letzte Ehe mit Ernest Wallis hielt von 1971 bis zu dessen Tod 1982. Sie starb 1996 im Alter von 71 Jahren an den Folgen von Lungenkrebs.

## Filmografie (Auswahl)
- 1947: Eine Welt zu Füßen (The Foxes of Harrow)
- 1948: Belvedere, das verkannte Genie (Sitting Pretty)
- 1948: Straße ohne Namen (The Street with No Name)
- 1948: Eine Dachkammer für zwei (Apartment for Peggy)
- 1949: Ich war eine männliche Kriegsbraut (I Was a Male War Bride)
- 1949: Lady Windermeres Fächer (The Fan)
- 1949: Dancing in the Dark
- 1950: Frau am Abgrund (Whirlpool)
- 1950: Alles über Eva (All About Eve)
- 1950: Stella
- 1951: I Can Get It for You Wholesale
- 1952: Vater werden ist nicht schwer (Room for One More)
- 1952–1954: Biff Baker, U.S.A. (Fernsehserie, 26 Folgen)
- 1956: Noch heute sollst du hängen (Star in the Dust)
- 1957: Die unglaubliche Geschichte des Mister C. (The Incredible Shrinking Man)
- 1958: Männer, die in Stiefeln sterben (Man from God's Country)
- 1958–1961: Cheyenne (Fernsehserie, 4 Folgen)
- 1959–1960: Wyatt Earp greift ein (The Life and Legend of Wyatt Earp; Fernsehserie, 18 Folgen)
- 1961: Bonanza (Fernsehserie, Folge The Duke)
- 1962: 77 Sunset Strip (Fernsehserie, Folge The Reluctant Spy)
- 1962/1963: Hawaiian Eye (Fernsehserie, 2 Folgen)
- 1967/1968: Polizeibericht (Fernsehserie, 2 Folgen)
- 1975: Dr. med. Marcus Welby (Fernsehserie, Folge The Covenant)